# Alexis Prousis
Alexis Prousis (27 september 1984) is een voormalig tennisspeelster uit de Verenigde Staten van Amerika.
In 2006 speelde zij samen met Anne Yelsey op het dubbelspeltoernooi van het US Open – zij kwam niet verder dan de eerste ronde.